# Estação Al-Sayyeda Zeinab
Al-Sayyeda Zeinab (em árabe: السيدة زينب) é uma das estações da linha 1 do metro do Cairo, no Egito.

## Construção
A estação foi construída acima do nível do solo e está sustentada por estaqueamento que atinge 16 metros de profundidade, com as colunas tendo 40 centímetros de diâmetro. Foram utilizadas 300 estacas na estrutura de fundação do prédio.